# Genki Haraguchi
Genki Haraguchi (原口 元気 Haraguchi Genki), född 9 maj 1991 i Kumagaya, Saitama prefektur, Japan, är en japansk fotbollsspelare som spelar för VfB Stuttgart.